# ميل ثومبثون
ميل ثومبثون (بالإنجليزية: Mel Thompson)‏ مؤلّف لأكثر من عشرين كتاباً عن الفلسفة والأديان ومن ضمنها العديد من المنشورات الشعبية (سلسلة تعليم الذات). تتضمن المنشورات الأحدث كتاب (أنا) من سلسلة (فن العيش)، الذي يستكشف قضايا الهوية الشخصية وكتاب «فهم الوجودية» بالاشتراك مع نايجل رودجرز وكتاب (القراءة السهلة للفيلسوف) وهي مجموعة من خمسة وثلاثين سؤالاً تستطيع التفكير بها بينما تعبث أصابع قدميك برمال الشاطئ.